# Blue Tattoo (Album)
Blue Tattoo (engl. für Blaue Tätowierung) ist das dritte Studioalbum der estnischen Pop-Rock-Girlgroup Vanilla Ninja. Es verkaufte sich mehr als 10.000-mal.

## Titelliste
| #   | Titel                                       | Dauer |
| --- | ------------------------------------------- | ----- |
| 1.  | Blue Tattoo (Single-Version)                | 4:07  |
| 2.  | Cool Vibes (Album-Version)                  | 3:00  |
| 3.  | Never Gotta Know                            | 3:16  |
| 4.  | Just Another Day to Live                    | 4:40  |
| 5.  | I Don’t Care at All                         | 3:56  |
| 6.  | The Coldest Night                           | 3:30  |
| 7.  | Hellracer                                   | 3:32  |
| 8.  | I Know (Album-Version)                      | 3:17  |
| 9.  | Corner of My Mind                           | 3:18  |
| 10. | Undercover Girl                             | 3:12  |
| 11. | My Puzzle of Dreams                         | 2:59  |
| 12. | Nero                                        | 3:30  |
| 13. | Just Another Day to Live (Extended-Version) | 9:24  |
| 14. | Corner of My Mind (Extended-Version)        | 7:23  |
| 15. | Blue Tattoo (Video)                         | 4:07  |
| 16. | I Know (Video)                              | 3:25  |

Titelliste der Limited-Edition
| #   | Titel                                        | Dauer |
| --- | -------------------------------------------- | ----- |
| 1.  | Just Another Day to Live (Classical-Version) | 4:34  |
| 2.  | Cool Vibes (Classical-Version)               | 4:04  |
| 3.  | My Puzzle of Dreams (Classical-Version)      | 3:22  |
| 4.  | The Coldest Night (Classical-Version)        | 3:32  |
| 5.  | Corner of My Mind (Classical-Version)        | 3:22  |
| 6.  | Blue Tattoo (Classical-Version)              | 4:08  |
| 7.  | Nero (Classical-Version)                     | 3:30  |
| 8.  | I Don’t Care at All (Unplugged-Version)      | 3:53  |
| 9.  | Never Gotta Know (Unplugged-Version)         | 3:16  |
| 10. | Hellracer (Unplugged-Version)                | 3:27  |
| 11. | I Know (Unplugged-Version)                   | 3:23  |
| 12. | Undercover Girl (Unplugged-Version)          | 2:59  |
| 13. | Cool Vibes (Video)                           | 3:33  |
| 14. | I Know (Unplugged-Video)                     | 3:25  |

## Produktion
Blue Tattoo wurde genau wie das vorherige Album Traces of Sadness von David Brandes produziert. Das Design der CD gestaltete Jan Weskott. Als Co-Produzent wirkte Domenico Labarile bei einigen Titeln mit. Fast alle Lieder der Platte schrieb Bernd Meinunger. Ausnahme sind die drei Titel I Don’t Care at All, Undercover Girl und My Puzzle of Dreams. Diese wurden von den Bandmitgliedern Lenna Kuurmaa und Piret Järvis geschrieben. Christoph Leis-Bendorff mischte die Songs Hellracer und Undercover Girl, Gary Jones die restlichen Lieder. Michael Wilfling erstellte das Coverfoto sowie alle weiteren Band- und Einzelfotos, die im Booklet abgedruckt sind.

## Inhalt
Blue Tattoo folgt einer ähnlichen Struktur wie der Vorgänger Traces of Sadness. So enthält es ebenso zwölf Titel mit zwei so genannten „Extended Versionen“ von zwei nicht ausgekoppelten Albumtracks. Zudem finden sich auch hier zwei Musikvideos zu den ersten beiden Singles auf dem Album. Auch das Album Blue Tattoo beginnt mit der vorangegangenen ersten Single, in diesem Falle das Titelstück. Musikalisch finden sich balladenartige Stücke („Just Another Day to Live“, „My Puzzle of Dreams“), sowie auch härtere Songs („Hellracer“) auf der CD. Im Booklet sind alle Songtexte nachzulesen. Zudem gibt es Einzelbilder und Bandfotos. Außerdem gibt es je ein Autogramm der Sängerinnen.
Der Titel My Puzzle of Dreams ist ein Cover der Band E-Rotic. Im Original heißt das Lied Save Me und wurde 1997 veröffentlicht. Brandes coverte den Song nochmals im Jahr 2006. Shanadoos Version hieß Wake Me und wurde auf ihrem Debütalbum Welcome to Tokyo veröffentlicht. Zudem ähnelt das Lied Corner of My Mind von der Melodie und vom Chorus her dem bereits 2004 als Single auf den Markt gebrachten Don’t Go Too Fast. Das dritte Lied, welches gecovert wurde, ist Hellracer. Dieser Track wurde von Gracia Baur auf ihrem zweiten Album Passion als Sacrifice Me vermarktet. Brandes benutze also mehrere Lieder für verschiedene Künstler, in etwas abgewandelter Form.

## Chartplatzierungen

### Album
| ChartsChartplatzierungen | Höchstplatzierung | Wochen |
| ------------------------ | ----------------- | ------ |
| Deutschland (GfK)        | 4 (8 Wo.)         | 8      |
| Österreich (Ö3)          | 7 (12 Wo.)        | 12     |
| Schweiz (IFPI)           | 4 (24 Wo.)        | 24     |

| ChartsJahrescharts (2005) | Platzierung |
| ------------------------- | ----------- |
| Schweiz (IFPI)            | 35          |

### Singles
| Jahr | Titel       | Höchstplatzierung, Gesamtwochen, AuszeichnungChartplatzierungen (Jahr, Titel, , Platzierungen, Wochen, Auszeichnungen, Anmerkungen) | Höchstplatzierung, Gesamtwochen, AuszeichnungChartplatzierungen (Jahr, Titel, , Platzierungen, Wochen, Auszeichnungen, Anmerkungen) | Höchstplatzierung, Gesamtwochen, AuszeichnungChartplatzierungen (Jahr, Titel, , Platzierungen, Wochen, Auszeichnungen, Anmerkungen) | Anmerkungen                             |
| Jahr | Titel       | DE | AT | CH | Anmerkungen                             |
| ---- | ----------- | --- | --- | --- | --------------------------------------- |
| 2004 | Blue Tattoo | DE9 (15 Wo.)DE | AT12 (20 Wo.)AT | CH22 (15 Wo.)CH | Erstveröffentlichung: 15. November 2004 |
| 2005 | I Know      | DE13 (5 Wo.)DE | AT17 (11 Wo.)AT | CH27 (14 Wo.)CH | Erstveröffentlichung: 28. Februar 2005  |
| 2005 | Cool Vibes  | DE42 (9 Wo.)DE | AT58 (6 Wo.)AT | CH17 (9 Wo.)CH | Erstveröffentlichung: 20. Juni 2005     |

Zudem wurde eine limitierte I-Know-(Unplugged)–Single am 14. März 2005 veröffentlicht. Diese beinhaltet die Classical-Version des Stückes.

### Limitierte Ausgabe
Am 1. August 2005 wurde eine „Limited-Edition“ des Albums veröffentlicht. Darauf sind Unplugged- und Classical-Versionen zu hören. Weiterhin wurden die Videos zu den Singles Cool Vibes und I Know (Unplugged) sowie ein Fanposter hinzugefügt.

### Japanische Version
Blue Tattoo wurde am 28. September 2005 auch in Japan veröffentlicht. Das Album hat die gleiche Titelliste wie die Original-Version. Die CD erschien über die Plattenfirma Canyon.

## Leadsängerinnen
| Lenna Kuurmaa     | Triinu Kivilaan                         | Kuurmaa und Piret Järvis | Kuurmaa, Järvis und Kivilaan                   | Kuurmaa und Kivilaan |
| ----------------- | --------------------------------------- | ------------------------ | ---------------------------------------------- | -------------------- |
| Blue Tattoo       | Corner of My Mind auch Extended-Version | I Don’t Care at All      | Just Another Day to Live auch Extended-Version | My Puzzle of Dreams  |
| Cool Vibes        |                                         | I Know                   |                                                |                      |
| Never Gotta Know  |                                         |                          |                                                |                      |
| The Coldest Night |                                         |                          |                                                |                      |
| Hellracer         |                                         |                          |                                                |                      |
| Undercover Girl   |                                         |                          |                                                |                      |
| Nero              |                                         |                          |                                                |                      |

## Musikvideos
| Jahr | Titel              | Dauer | Regisseur(e)                 | Drehort(e)                              |
| ---- | ------------------ | ----- | ---------------------------- | --------------------------------------- |
| 2004 | Blue Tattoo        | 4:07  | Sascha Kramer, David Brandes | Island                                  |
| 2005 | I Know             | 3:25  | Sascha Kramer                | Deutschland: Frankfurt am Main, Berlin  |
| 2005 | I Know (Unplugged) | 3:24  | Sascha Kramer                | Deutschland                             |
| 2005 | Cool Vibes         | 4:33  | Videozusammenschnitt         | aus Tough Enough bis I Know (Unplugged) |

## Chartmanipulationsvorwürfe
„Blue Tattoo“ gehörte 2005 zu den Alben, die Teil eines so genannten Chartskandals waren. Hierbei soll David Brandes Personen dafür bezahlt haben, CDs von Vanilla Ninja und Gracia Baur zu kaufen, um diese somit höher in den Charts zu platzieren. Brandes bezog rund zwei Wochen später Stellung zu den Vorwürfen und gab an, die Angelegenheit „aufklären“ zu wollen. „Hamsterkäufe“ würden jedoch „quasi zum Tagesgeschäft gehören“, so Brandes. Am 19. April 2005 gab David Brandes in der Talkshow Johannes B. Kerner an, 2.000 CDs seiner eigenen Künstler gekauft zu haben. Die Zahl von Media Control, wonach er 31.000 CDs erworben haben soll, wies er zurück.

## Rezeption
„"Blue Tattoo" ist keine billige Kopie des Vorgängers. Rock ist allerdings nicht das einzige überzeugende Steckenpferd der Frauen-Power-Band. Ebenso wie die harten Klänge beherrscht das estnische Quartett auch das Theme Balladen. Mit der stimmungsvollen Midtempo-Ballade ‚The Coldest Night‘ zeigen die vier jungen Frauen, dass sie auch mühelos in ruhigerem musikalischen Fahrwasser bestehen können. Bleibt abschließend zu sagen, dass die ganze Platte radiotauglich produziert wurde. Wen wundert’s… Fazit: Ordentliches Follow-Up und durchaus empfehlenswert.“

## Die Blue Tattoo-Tour
Vanilla Ninja starteten ihre Tournee am 1. April 2005 in Kiel. Bis zum 19. April gaben sie insgesamt 17 Konzerte, eines davon in Luxemburg und zwei in der Schweiz.

### Setliste
1. Tough Enough (3:24)
2. Cool Vibes (3:00)
3. Stay (3:54)
4. Hellracer (3:32)
5. Traces of Sadness (3:23)
6. Nero (3.30)
7. Don’t You Realize (3:49)
8. Instrumentalpause (10:00)
9. I Don’t Care at All (3:56)
10. Never Gotta Know (3:16)
11. I Know (3:25)
12. Undercover Girl (3:02)
13. The Coldest Night (3:30)
14. Corner of My Mind (3:39)
15. Blue Tattoo (4:07)
16. Liar (3:38)
17. When the Indians Cry (3:41)
18. 2 Zusatztitel (bei jedem Konzert unterschiedlich)

### Tour-Equipment
Ihr Tour-Equipment bestand pro Konzert aus 34 Mikrofonen, einem Soundsystem mit 22.000 Watt und 147 Lichtern mit insgesamt 160.000 Watt.
Alle Kabel zusammen hatten eine Länge von 2,5 Kilometern. Das ganze Equipment wog 16 Tonnen. Für jedes Konzert gab es sechseinhalb Stunden Vorbereitungszeit.

### Tourdaten
| Datum          | Stadt            | Veranstaltungsort            | Land        |
| -------------- | ---------------- | ---------------------------- | ----------- |
| 1. April 2005  | Kiel             | Halle 400                    | Deutschland |
| 2. April 2005  | Stade            | Stadeum                      | Deutschland |
| 3. April 2005  | Bremen           | Aladin                       | Deutschland |
| 4. April 2005  | Castrop-Rauxel   | Europahalle                  | Deutschland |
| 5. April 2005  | Foetz            | Jester                       | Luxemburg   |
| 6. April 2005  | Neu Isenburg     | Hugenottenhalle              | Deutschland |
| 8. April 2005  | Filderstadt      | FILharmonie                  | Deutschland |
| 9. April 2005  | Zürich           | Volkshaus                    | Schweiz     |
| 10. April 2005 | Basel/Pratteln   | Z7 Konzertfabrik             | Schweiz     |
| 11. April 2005 | München          | Tonhalle                     | Deutschland |
| 12. April 2005 | Erfurt           | Thüringenhalle               | Deutschland |
| 14. April 2005 | Dresden          | Alter Schlachthof            | Deutschland |
| 15. April 2005 | Frankfurt (Oder) | Brandenburghalle             | Deutschland |
| 16. April 2005 | Berlin           | Haxleys                      | Deutschland |
| 17. April 2005 | Halle/Westfalen  | GW Event & Convention Center | Deutschland |
| 18. April 2005 | Kassel/Baunatal  | Stadthalle                   | Deutschland |
| 19. April 2005 | Köln             | E-Werk                       | Deutschland |